# Barvinkove
Barvinkove' (ukrainsk: Барвінкове) eller Barvenkovo' (russisk: Барве́нково) er en by i Izjum rajon (distrikt) i Kharkiv oblast i Ukraine. Den er hjemsted for administrationen af Barvinkove urban hromada, en af hromadaerne i Ukraine.
Byen har en befolkning på omkring 8.110 (2021).

## Historie
Barvinkove blev første gang nævnt i 1653.
Indtil 18. juli 2020 var Barvinkove det administrative centrum for Barvinkove rajon. Rajonen blev afskaffet i juli 2020 som led i den administrative reform af Ukraine, der reducerede antallet af rajoner i Kharkiv Oblast til syv. Området i Barvinkove rajon blev slået sammen med Izium rajon.

## Galleri
- Ataman Ivan Barvinok, grundlægger af Barvinkove
- Mindeplade for Ivan Barvinok